# Россель Раїса Юхимівна
Раїса Юхимівна Россель (19 березня 1921 м.Кіровоград — 10 грудня 2012 м.Бердичів) — бібліотекар, учасник Другої світової війни, ветеран Німецько-радянської війни.

## Життєвий шлях
Народилась 19 березня 1921 року у сім'ї військових в м. Кіровограді. З 1925 року проживала в місті Бердичеві. Після закінчення загальноосвітньої школи, коли Раїса Юхимівна вступила до Київського авіаційного інституту. На початку Другої Світової Війни переїжджає до Армавіра, де працює піонервожатою в дитячому будинку та пише численні клопотання з проханням відправити її на фронт. У квітні 1942 року Раїсу Юхимівну зараховано до окремого 189-го зенітно-артилерійського дивізіону, у складі якого вона брала участь у боях за визволення Донецька, Маріуполя, Кавказу, Польщі, Угорщини. У липні 1945 року, демобілізувавшись, Раїса Юхимівна повернулася до Бердичева.

## Державні нагороди
- Орден Вітчизняної війни
- Орден Богдана Хмельницького
- Медаль «За відвагу»
- Медаль «За бойові заслуги»
- Медаль «За оборону Кавказу»

З найскладніших та найжорстокіших воєнних випробувань винесла Раїса Юхимівна любов до життя, жіночність та почуття гумору.
З 1947 року працювала вихователькою у Бердичівському дитячому будинку.

## Робота в бібліотеках міста
Пізніше, закінчивши бібліотечне відділення культосвітнього технікум, Раїса Юхимівна присвятила своє життя бібліотечній справі. З 1952 року займалась облаштуванням дитячої бібліотеки № 2, яка знаходилась у клубі Бердичівського шкіряного заводу. У бібліотеці-філії Россель Р. Ю.працювала до 1975. Після централізації міської бібліотечної системи перейшла працювати в центральну міську бібліотеку та займала посаду завідувачки відділу обробки і комплектування літератури до 1984 року. У 1985 почала працювати в бібліотеці Бердичівської центральної міської лікарні. З 1996 року очолювала ветеранську організацію центральної міської лікарні. Організувала Товариство книголюбів.
10 листопада 2012 на 92-му році життя перестало битися серце Россель Раїси Юхимівни.